# Fontana dei Malavoglia
La fontana dei Malavoglia è una fontana monumentale della città di Catania, situata in piazza Giovanni Verga, che comprende un gruppo scultoreo artistico che interpreta stilizzandolo un episodio della celebre opera verghiana I Malavoglia (1881).

## Storia
La fontana nacque in seguito ad un concorso, bandito dal comune di Catania il 10 novembre 1956, per la costruzione di un grande monumento a Giovanni Verga da apporre al centro della parte sud della piazza, di fronte al palazzo del Grand Hotel Excelsior. Nonostante lo scetticismo di molti artisti dell'epoca, prese parte al concorso cittadino anche Carmelo Mendola, uno scultore autodidatta catanese (1895-1976). Il progetto di Mendola convinse la commissione e vinse il concorso.
La realizzazione del complesso scultoreo durò ben diciannove anni. L'inaugurazione avvenne il 25 ottobre 1975. L'autore morì poco tempo dopo, nel febbraio 1976, a causa di un'emorragia cerebrale.
La fontana è stata restaurata nel 2021 con il rimpiazzo di tutti gli impianti di diffusione dell'acqua e del sistema elettrico di riciclo, della caratteristica illuminazione e, soprattutto, con il ritorno al colore originario dell'opera e riconsegnata dal sindaco Salvo Pogliese alla città il 3 settembre di quello stesso anno.

## Raffigurazione dellaProvvidenza
Il soggetto dell'opera è la drammatica scena del naufragio della Provvidenza, la barca dei Malavoglia. L'artista ha saputo cogliere la tensione tra i corpi addolorati ma al tempo stesso in piena azione in maniera fedele a quanto descritto da Verga nel corrispettivo passo del romanzo:
(Giovanni Verga, I Malavoglia, cap. X)
L'effetto combinato dei getti d'acqua tra le intersezioni del basamento conferisce all'intera fontana un grande effetto scenografico.